# Khâm sai
Trong hệ thống quan chế triều đình Việt Nam, đặc biệt vào thời Nguyễn, đôi khi triều đình cần một vị đại thần đảm nhận tạm thời công việc trọng trách nội chính hoặc ngoại giao.  Ví dụ khi cần một vị đại thần cầm quân để dẹp một vụ loạn lạc, triều đình có thể giao chức vụ Chưởng Cơ tạm thời cho vị đại thần đó. Chức Chưởng Cơ tạm thời này được biết đến qua danh hiệu là Khâm Sai Chưởng Cơ.  Sau khi công việc hoàn tất, chức vụ tạm thời này sẽ được trả lại cho triều đình hoặc được xóa bỏ đi.  Đôi khi, danh hiệu Khâm Sai không nhằm vào một chức vụ nào cả.  Trong trường hợp này, chức vụ có danh hiệu là Khâm Sai Đại Thần.

### Danh xưng cấp bậc
Thời Nguyễn, triều đình lập ra 3 chức vụ tạm thời và tùy theo từng trường hợp, thời gian mà giao phó:
Khâm Mạng (Hán Việt: 欽命 - tiếng Anh: Imperial Assignee) là một chức vụ tạm thời cho phép vị đại thần được giao phó thay vua đảm nhiệm một việc quan trọng hoặc thay vua quyết định tại chỗ.
Khâm Sai (Hán Việt: 欽差 - tiếng Anh: Imperial Commissioner) là chức vụ tạm thời được sử dụng nhiều nhất.  Chức vụ này là một chức vụ đặc phái ra ngoài để giải quyết các công việc nội chính hoặc ngoại giao.
Khâm Phái (Hán Việt: 欽派 - tiếng Anh: Imperial Duty Envoy) là một chức vụ tạm thời do vua phái đến một nơi để xem xét việc thi hành chính sách, mệnh lệnh của vua hoặc triều đình.
Trong 3 chức vụ tạm thời trên, chức Khâm Mạng có quyền hành cao nhất, rồi đến Khâm Sai và cuối cùng là Khâm Phái.

### Một số cấp bậc Khâm Sai trong lịch sử
Trong lịch sử triều Nguyễn, rất nhiều các quan văn / võ đã được trao chức các chức vụ tạm thời.  Ví dụ:
- chức Khâm Sai Chưởng Cơ Tiên Phong Doanh (欽差掌奇先鋒營 - Imperial Commissioner, Vanguard Regiment Commander), tức chức vụ tạm thời là tướng điều hành doanh (đơn vị quân đội đời Nguyễn, khoảng 2.500 - 4.800 lính) tiên phong.  Chức này được chúa Nguyễn Ánh trao cho Võ Tánh vào năm 1788.
- chức Khâm Sai Quản Soái Hậu Quân Doanh, Bình Tây Tham Thắng Tướng Quân Hộ Giá (欽差管帥後管營, 平西參勝將軍護駕 - Imperial Commissioner, Managing General of the Army Logistics & Protectorate General to Victoriously Pacify the West), tức chức vụ tạm thời là tướng điều hành doanh hậu cần và là tướng tham mưu và bảo hộ cho công cuộc bình Tây Sơn được trọn vẹn thắng lợi.  Chức này được chúa Nguyễn Ánh trao cho tướng Võ Tánh vào năm 1793.
- chức Khâm Sai Thượng Đạo Bình Tây tướng quân (欽差上道平西將軍 - Imperial Commissioner, Highland General to Pacify the West), tức chức vụ tạm thời là tướng (đặc trách việc quân sự) miền cao (miền núi / miền Thượng) dẹp giặc Tây (Tây Sơn).  Chức này được vua Gia Long trao cho Nguyễn Văn Thoại vào năm 1800, để phối họp cùng Lào truy đánh quân Tây Sơn ở Nghệ An.
- chức Khâm Sai Chưởng Tả Quân Doanh Bình Tây tướng quân (欽差掌左軍營平西將軍 - Imperial Commissioner, Commanding General of the Left Army & General to Pacify the West), tức chức vụ tạm thời là tướng chỉ huy doanh Tả Quân và tướng dẹp loạn (giặc) Tây.  Chức này được vua Gia Long trao cho Tả Quân Lê Văn Duyệt vào năm 1802 để ra Bắc truy diệt vua quan nhà Tây Sơn.